# Martin Nash
Martin Nash (Regina, Saskatchewan, 27 de febrero de 1975) es un entrenador y exjugador de fútbol canadiense. Desarrolló toda su carrera como jugador profesional en clubes de Canadá, Estados Unidos e Inglaterra, desempeñándose tanto en el fútbol asociado como en el futbol indoor.  Fue internacional con la selección de fútbol de Canadá, llegando a jugar 38 partidos con el equipo. Es hermano del baloncestista Steve Nash.

## Trayectoria como jugador

### Clubes
| Club                    | País           | Año         |
| ----------------------- | -------------- | ----------- |
| Vancouver 86ers         | Canadá         | 1995 - 1996 |
| Stockport County        | Inglaterra     | 1996 - 1998 |
| Edmonton Drillers       | Canadá         | 1998 - 1999 |
| Vancouver 86ers         | Canadá         | 1999        |
| Chester City            | Inglaterra     | 1999 - 2000 |
| Rochester Raging Rhinos | Estados Unidos | 2000        |
| Edmonton Drillers       | Canadá         | 2000        |
| Detroit Rockers         | Estados Unidos | 2001        |
| Rochester Raging Rhinos | Estados Unidos | 2001 - 2002 |
| Macclesfield Town       | Inglaterra     | 2003        |
| Montreal Impact         | Canadá         | 2003        |
| Dallas Sidekicks        | Estados Unidos | 2003 - 2004 |
| Vancouver Whitecaps     | Canadá         | 2004 - 2010 |

### Selección nacional
Nash jugó con la selección de fútbol sub-23 de Canadá en el Preolímpico de Concacaf de 1996, donde su equipo terminó como subcampeón. 
Hizo su debut con la selección absoluta de Canadá en 1997 en un duelo ante El Salvador. Su última presentación con el equipo nacional fue en 2008 enfrentando a Martinica. Integró el plantel que se consagró campeón de la Copa de Oro de la Concacaf 2000.

## Trayectoria como entrenador
A partir de 2013 Nash comenzó a desempeñarse como asistente de entrenador en equipos profesionales canadienses (Ottawa Fury, Calgary Foothills y Cavalry FC). También acompañó en el mismo rol a Michael Findlay en 2017 durante su interinato en la selección de fútbol de Canadá, antes de pasarle el mando a Octavio Zambrano.
En diciembre de 2021 firmó un contrato por dos años para asumir como el director técnico del York United de la Canadian Premier League.

### Equipos
| Club                          | País   | Año         |
| ----------------------------- | ------ | ----------- |
| Ottawa Fury (asistente)       | Canadá | 2013 - 2016 |
| Canadá (asistente)            | Canadá | 2017        |
| Calgary Foothills (asistente) | Canadá | 2018        |
| Cavalry FC (asistente)        | Canadá | 2019 - 2021 |
| York United                   | Canadá | 2022 - 2024 |

## Palmarés

### Clubes
Rochester Raging Rhinos
- A-League: 2000, 2001

Vancouver Whitecaps
- USL First Division: 2006, 2008

### Selecciones
Canadá
- Copa de Oro de la Concacaf: 2000